# Modisimus
Genre
Synonymes
- Hedypsilus Simon, 1893
- Bryantia Mello-Leitão, 1946 nec Schaus, 1922
- Bryantina Brignoli, 1985 nec Malloch, 1926
- Platnicknia Özdikmen & Demir, 2009

Modisimus est un genre d'araignées aranéomorphes de la famille des Pholcidae.

## Distribution
Les espèces de ce genre se rencontrent du Sud de l'Amérique du Nord jusqu'au Sud de l'Amérique du Sud.

## Liste des espèces
Selon World Spider Catalog (version 21.5, 18/10/2020) :
- Modisimus angulatus Huber & Fischer, 2010
- Modisimus bachata Huber & Fischer, 2010
- Modisimus beneficus Gertsch, 1973
- Modisimus berac Huber, 2010
- Modisimus boneti Gertsch, 1971
- Modisimus bribri Huber, 1998
- Modisimus cahuita Huber, 1998
- Modisimus caldera Huber, 1998
- Modisimus cavaticus Petrunkevitch, 1929
- Modisimus chiapa Gertsch, 1977
- Modisimus chickeringi Gertsch, 1973
- Modisimus cienaga Huber & Fischer, 2010
- Modisimus coco Huber, 1998
- Modisimus coeruleolineatus Petrunkevitch, 1929
- Modisimus concolor Bryant, 1940
- Modisimus cornutus Kraus, 1955
- Modisimus coxanus (Bryant, 1940)
- Modisimus cuadro Huber & Fischer, 2010
- Modisimus culicinus (Simon, 1893)
- Modisimus david Huber, 1997
- Modisimus deltoroi Valdez-Mondragón & Francke, 2009
- Modisimus dilutus Gertsch, 1941
- Modisimus dominical Huber, 1998
- Modisimus elevatus Bryant, 1940
- Modisimus elongatus Bryant, 1940
- Modisimus enriquillo Huber & Fischer, 2010
- Modisimus epepye Huber, 2010
- Modisimus femoratus Bryant, 1948
- Modisimus fuscus Bryant, 1948
- Modisimus glaucus Simon, 1893
- Modisimus globosus Schmidt, 1956
- Modisimus gracilipes Gertsch, 1973
- Modisimus guatuso Huber, 1998
- Modisimus guerrerensis Gertsch & Davis, 1937
- Modisimus incertus (Bryant, 1940)
- Modisimus inornatus O. Pickard-Cambridge, 1895
- Modisimus iviei Gertsch, 1973
- Modisimus ixobel Huber, 1998
- Modisimus jima Huber & Fischer, 2010
- Modisimus kiskeya Huber & Fischer, 2010
- Modisimus leprete Huber, 2010
- Modisimus macaya Huber & Fischer, 2010
- Modisimus maculatipes O. Pickard-Cambridge, 1895
- Modisimus madreselva Huber, 1998
- Modisimus makandal Huber & Fischer, 2010
- Modisimus mango Huber, 2010
- Modisimus mariposas Huber & Fischer, 2010
- Modisimus mckenziei Gertsch, 1971
- Modisimus miri Huber & Fischer, 2010
- Modisimus mitchelli Gertsch, 1971
- Modisimus modicus (Gertsch & Peck, 1992)
- Modisimus montanus Petrunkevitch, 1929
- Modisimus nicaraguensis Huber, 1998
- Modisimus ovatus Bryant, 1940
- Modisimus palenque Gertsch, 1977
- Modisimus palvet Huber & Fischer, 2010
- Modisimus pana Huber, 1998
- Modisimus paraiso Huber, 2010
- Modisimus pavidus Bryant, 1940
- Modisimus pelejil Huber & Fischer, 2010
- Modisimus pittier Huber, 1998
- Modisimus propinquus O. Pickard-Cambridge, 1896
- Modisimus pulchellus Banks, 1929
- Modisimus pusillus Gertsch, 1971
- Modisimus rainesi Gertsch, 1971
- Modisimus reddelli Gertsch, 1971
- Modisimus repens Huber, 2020
- Modisimus roumaini Huber, 2010
- Modisimus sanpedro Jiménez & Palacios-Cardiel, 2015
- Modisimus sanvito Huber, 1998
- Modisimus sarapiqui Huber, 1998
- Modisimus seguin Huber & Fischer, 2010
- Modisimus selvanegra Huber, 1998
- Modisimus sexoculatus Petrunkevitch, 1929
- Modisimus signatus (Banks, 1914)
- Modisimus simoni Huber, 1997
- Modisimus solus Gertsch & Peck, 1992
- Modisimus texanus Banks, 1906
- Modisimus tiburon Huber & Fischer, 2010
- Modisimus toma Huber & Fischer, 2010
- Modisimus tortuguero Huber, 1998
- Modisimus tzotzile Brignoli, 1974
- Modisimus vittatus Bryant, 1948

Selon World Spider Catalog (version 20.5, 2020) :
- † Modisimus calcar Wunderlich, 1988
- † Modisimus calcaroides Wunderlich, 1988
- † Modisimus crassifemoralis Wunderlich, 1988
- † Modisimus oculatus Wunderlich, 1988
- † Modisimus tuberosus Wunderlich, 1988

## Publication originale
- Simon, 1893 : « Études arachnologiques. 25e Mémoire. XL. Descriptions d'espèces et de genres nouveaux de l'ordre des Araneae. » Annales de la Société Entomologique de France, vol. 62, p. 299-330 (texte intégral).